# Montelupone
Montelupone je italská obec ležící 12 km od pobřeží Jaderského moře v oblasti Marche, provincii Macerata.

## Vývoj počtu obyvatel
Počet obyvatel